# 砂棲盾吻鰈
砂棲盾吻鰈，為輻鰭魚綱鰈形目鰈亞目菱鰈科的其中一種，分布於西南太平洋的諾福克島及紐西蘭海域，棲息深度1-55公尺，體長可達17.5公分，為底棲性魚類，屬肉食性，主要生活在海灣區，生活習性不明。

## 擴展閱讀
維基物種上的相關：砂棲盾吻鰈